# اسوتوگورسک
شهر اسوتوگورسک (به روسی: Светогорск) در کشور روسیه و در اوبلاست لنینگراد واقع شده‌است.